# Chiautla de Tapia
Ciudad de Chiautla de Tapia är en ort i Mexiko.   Den ligger i kommunen Chiautla och delstaten Puebla, i den sydöstra delen av landet, 140 km söder om huvudstaden Mexico City. Ciudad de Chiautla de Tapia ligger 1 022 meter över havet och antalet invånare är 11 511.
Terrängen runt Ciudad de Chiautla de Tapia är kuperad åt sydost, men åt nordväst är den platt. Ciudad de Chiautla de Tapia ligger nere i en dal. Runt Ciudad de Chiautla de Tapia är det glesbefolkat, med 13 invånare per kvadratkilometer. Ciudad de Chiautla de Tapia är det största samhället i trakten. I omgivningarna runt Ciudad de Chiautla de Tapia växer huvudsakligen savannskog.